# عماد المالكي
عماد المالكي لاعب كاراتيه سعودي ، بدأ رحلته مع لعبة الكاراتيه وهو في سن الحادية عشرة، أول لاعب سعودي يتصدر الترتيب العالمي للكاراتيه، حيث استطاع تحقيق أكثر من 57 ميدالية في مختلف المحافل العربية والآسيوية. ويحمل المالكي، الحزام الأسود5 دان، ويعتمد في لعبه على أسلوب «شوتوكان» الذي أسسه الياباني جيشين فوناكوشي، وهو أسلوب خاص من أساليب الكاراتيه يعتمد على التوازن وتعزيز عمل الساقين أثناء القتال، لكن القواعد الأساسية لهذا الأسلوب هي الوفاء والتفوق والامتناع عن السلوك العنيف، كما يلخص فوناكوشي الهدف النهائي لرياضة الكاراتيه في أنه الوصول لكمال شخصية المشارك.
وفي 9 يونيو 2024 أعلن عماد المالكي، قائد المنتخب السعودي ونادي الهلال، اعتزاله لعبة الكاراتية بعد مشوار حافل من الإنجازات والتاريخ الرياضي المشرف على مدار 23 عاماً حقق خلالها أكثر من 100 إنجازاً محلياً.